# Vinicka, Berane
Vinicka este un sat din comuna Berane, Muntenegru. Conform datelor de la recensământul din 2003, localitatea are 607 locuitori (la recensământul din 1991 erau 640 de locuitori).

## Demografie
În satul Vinicka locuiesc 434 de persoane adulte, iar vârsta medie a populației este de 34,9 de ani (34,9 la bărbați și 34,9 la femei). În localitate sunt 169 de gospodării, iar numărul mediu de membri în gospodărie este de 3,59.
Populația localității este foarte eterogenă.
|  |

| Demografie | Demografie | Demografie |
| An         | Locuitori  | Locuitori  |
| ---------- | ---------- | ---------- |
|            |            |            |
|            |            |            |
|            |            |            |
|            |            |            |
| 1948       | 770        |            |
| 1953       | 793        |            |
| 1961       | 749        |            |
| 1971       | 787        |            |
| 1981       | 732        |            |
| 1991       | 640        | 607        |
| 2003       | 639        | 607        |

| \| Componența etnică conform recensământului din 2003[2] \| Componența etnică conform recensământului din 2003[2] \| Componența etnică conform recensământului din 2003[2] \| Componența etnică conform recensământului din 2003[2] \| Componența etnică conform recensământului din 2003[2] \| \| ----------------------------------------------------- \| ----------------------------------------------------- \| ----------------------------------------------------- \| ----------------------------------------------------- \| ----------------------------------------------------- \| \| \| \| \| \| \| \| Sârbi \| Sârbi \| \| 359 \| 59,14% \| \| Muntenegreni \| Muntenegreni \| \| 203 \| 33,44% \| \| necunoscută \| necunoscută \| \| 18 \| 2,96% \| |              |  |     |        |
| Componența etnică conform recensământului din 2003 |              |  |     |        |
| |              |  |     |        |
| Sârbi | Sârbi        |  | 359 | 59,14% |
| Muntenegreni | Muntenegreni |  | 203 | 33,44% |
| necunoscută | necunoscută  |  | 18  | 2,96%  |